# Test de Chauvenet
Pour les articles homonymes, voir Chauvenet.
Le test de Chauvenet permet de déterminer si une donnée (résultant d'une mesure) peut être considérée comme une donnée aberrante par rapport aux autres valeurs.
Soit {\displaystyle n} mesures : {\displaystyle x_{1}}, {\displaystyle x_{2}} {\displaystyle \ldots } {\displaystyle x_{n}}
Ayant,
- pour valeur moyenne : {\displaystyle {\bar {x}}}
- pour écart type : {\displaystyle \sigma _{x}}

Et la valeur suspecte : {\displaystyle x_{s}}
La probabilité d'avoir une valeur qui s'écarte de plus de {\displaystyle \vert x_{s}-{\bar {x}}\vert } de la moyenne :
{\displaystyle P(\vert X-{\bar {x}}\vert \geq \vert x_{s}-{\bar {x}}\vert )}
Avec pour base, une loi de distribution (distribution gaussienne).
Le nombre de mesure attendu :
{\displaystyle n_{A}=n\cdot P(\vert X-{\bar {x}}\vert \geq \vert x_{s}-{\bar {x}}\vert )}
Si le nombre est inférieur à 0,5, il est possible de considérer {\displaystyle x_{s}} comme une valeur aberrante (et l'éliminer).
Il faudra tout de même veiller à ne pas trop éliminer de valeurs avec ce test.